# Rwandská vlajka

Rwandská vlajka
Poměr stran: 2:3

Vlajka Rwandy je tvořena třemi pruhy o poměru je tvořena listem o poměru stran 2:3 se třemi vodorovnými pruhy o poměru šířek 2:1:1 v barvách jasně modrá, žlutá a zelená. V horním cípu je žluté slunce s 24 paprsky.
Vlajka měla v době vzniku představovat (dle vlády) národní jednotu, úctu k práci, hrdinství a důvěru v budoucnost, bez opakování událostí v roce 1994. Dle rwandského prezidenta Paula Kagameho (dle slov v roce 2001) znázorňovala prosperitu, bohatství, mír a štěstí. Dle vlády symbolizovala (v době vzniku) modrá barva mír a klid (nebo štěstí), žlutá bohatství vzniklé prací na udržitelném ekonomickém růstu, zelená prosperitu, práci a produktivitu. Slunce symbolizovalo novou naději a jeho záře upřímnost.

Rozměry rwandské vlajky
Vlajka rwandského prezidenta Poměr stran: 2:3

## Historie
Území dnešní Rwandy (do té doby nezávislé monarchie) bylo na přelomu 19. a 20. století anektováno Německem a připojeno k Německé východní Africe. Německá přítomnost však byla v oblasti minimální.
Kolem roku 1912 začalo Německo uvažovat o rozlišení vlajek svých kolonií podle britského vzoru (německé kolonie byly považovány za nedílnou součást říše). Vlajky byly navrženy, v roce 1914 i schváleny, ale po vypuknutí 1. světové války nebyly nikdy zavedeny.

Vlajka Německé východní Afriky ve Rwandě Poměr stran: 2:3
Vlajka Německé koloniální říše Poměr stran: 2:3
Návrh vlajky Německé východní Afriky (1914) Poměr stran: 2:3

Roku 1916 byla oblast dobyta Belgičany, a stala se do roku 1923 Belgickou kolonií Ruanda-Urundi. Od 1. listopadu 1923 byla země pod dohledem Společnosti národů, od roku 1948 pod kontrolou OSN, stále však Belgickým mandátním resp. poručenským územím. 

Belgická vlajka užívaná v Ruanda-Urundi (1916–1962) Poměr stran: 2:3

V roce 1959 proběhla Rwandská revoluce, po které opustilo své domovy na 100 000 Tutsiů do okolních zemí. Vlajkou království byla červeno-žluto-zelená trikolóra se svislými pruhy. 1. července 1962 byla zrušena monarchie a vyhlášena nezávislost. Tato vlajka však byla shodná s guinejskou vlajkou (přijatou 10. listopadu 1958), proto bylo do žlutého pruhu přidáno velké černé písmeno R jako Rwanda.

Vlajka Rwandského království (1959–1961) Poměr stran: 2:3
Rwandská vlajka (1961–2001) Poměr stran: 2:3

V roce 1994 proběhla v zemi tzv. rwandská genocida při které bylo zavražděno 800 tisíc až 1 milion obyvatel Rwandy (většinou Tutsiů) a 2,5 milionu lidí bylo vyhnáno ze svých domovů. 25. října 2001 rozhodl rwandský parlament o změně státních vlajky. Změnil tím zákon z roku 1991. K představení nové vlajky došlo až 31. prosince 2001. V Kigali, hlavním městě Rwandy, byla tento den slavnostně spuštěna dosavadní vlajka a vyvěšena, za zvuku nové státní hymny Rwanda Nziza (česky Nádherná Rwanda) vlajka nová, platná do současnosti. Autorem vlajky byl Alphonse Kirimobenecyo.